# Helicopsyche monda
Helicopsyche monda är en nattsländeart som beskrevs av Oliver S. Flint Jr. 1983. Helicopsyche monda ingår i släktet Helicopsyche och familjen Helicopsychidae. Inga underarter finns listade i Catalogue of Life.

## Bildgalleri

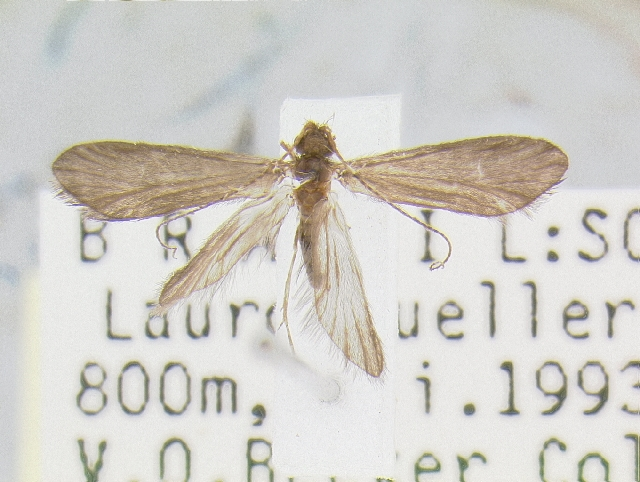